# علي محمد النور
علي محمد النور (ولد في 1942 في سماهيج، البحرين - توفي في 1 سبتمبر 2015 في مشهد، إيران) سياسي ورياضي بحريني.

## النشأة والتعليم
وُلد النور في عام 1942 في قرية سماهيج بمحافظة المحرق.
درس في مدرسة سماهيج ثم مدرسة الهداية الخليفية ومدرسة أبرانتيس التابعة لشركة نفط البحرين (بابكو) إلى أن حصل على الشهادة الجامعية من كلية إيزلورث (حاليا كلية ويست توماس) بالمملكة المتحدة. حصل على شهادة زمالة معهد المحاسبين الماليين من المملكة المتحدة في عام 1990.

## المسيرة المهنية
تم تعيينه ضابط الموازنة في شركة نفط البحرين (بابكو) حتى العام 1975. ثم تم تعيينه مدير الخزانة في وزارة المالية والاقتصاد الوطني حتى العام 1995. ثم ترقى إلى وكيل مساعد للخدمات الإدارية والمالية في وزارة الصحة حتى تقاعده العام 2003.

## العضويات
شغل عضوية العديد من الهيئات الحكومية وغيرها منها:
- مجلس إدارة التأمينات الاجتماعية ولجنة الاستثمار.
- مجلس إدارة الهيئة العامة لصندوق التقاعد ولجنة الاستثمار.
- مجلس إدارة بنك البحرين الوطني.
- مجلس إدارة بنك البحرين والكويت واللجنة التنفيذية.
- رئيس لجنة التقاعد العسكري.
- لجنة تطوير الإيرادات الحكومية.
- لجنة الإشراف الإدارية للأنظمة المالية.
- لجنة الشهادات العلمية في وزارة التربية والتعليم.
- جمعية المحاسبين البحرينية.

كما كان يشغل عضوية العديد من الهيئات والجمعيات الخيرية.

## المسيرة الرياضية
كان عضو مؤسس لنادي سماهيج وهو أول رئيس للنادي في العام 1962 كما تولى رئاسة النادي أعوام 1970 و1971 و1973.

## التكريم والجوائز
في عام 1999 تم تكريمه في حفل تكريم رواد العمل الوطني بنادي المحرق.

## الوفاة
توفي النور في 1 سبتمبر 2015 في مشهد بإيران.

## الإرث
في عام 2019 أوصت اللجنة الفنية في مجلس المحرق البلدي بالموافقة على تسمية الشارع رقم 17 بمجمع 235 في سماهيج باسم علي محمد النور.